# Araure
Araure é uma cidade da Venezuela localizada no estado de Portuguesa. Araure é a capital do município de Araure.